# Enrique Enríquez de Sotomayor
Enrique Enríquez de Sotomayor (Burujón del Regne de Toledo, Corona d'Espanya, ca. 1600 - Panamà de Terraferma, Imperi Espanyol, 3 de novembre de 1638) fou un militar i hidalgo descendent de la Casa d'Enríquez, governador de la Capitania General de Puerto Rico i president-governador de Terra Ferma.
El seu pare fou l'hidalgo Gonzalo Enríquez, nascut a Montánchez, a l'Extremadura lleonesa, c.1570, cavaller de l'Ordre de Santiago, patge i caballerizo del rei Felip III de Castella i membre del llinatge dels Enríquez de Castella. La seva mare era Lucía de Toledo (n. ca. 1580) que posseïa propietats a Bujurón.
Fou nomenat governador de Nova Andalusia o Cumaná i al mateix temps com a governador interí de la Capitania General de Puerto Rico< el 24 de gener de 1631. En aquest mateix any, després d'arribar a l'illa va ocupar el càrrec el 2 d'agost i va ordenar la construcció de la muralla urbana sota la direcció de l'enginyer militar Baptista Antonelli. Es va fortificar el costat sud de la ciutat cap a la badia i es va continuar fins a eventualment tancar totalment la ciutat.
El 1635, van ser desallotjats de San Cristóbal diversos pirates que atacaven la ciutat, traslladant-se aquests a l'illa de Saint Croix (a les actuals illes Verges Nord-americanes). No obstant això, quan els espanyols que van lluitar contra ells se'n van anar de San Cristóbal, els pirates van tornar també a aquest lloc. Enríquez va organitzar una campanya contra ells “amb ajuda del paisanaje” que va ser un èxit i va vèncer els pirates de Sant Cristóbal i Saint Croix (si bé, en 1637, els pirates tornarien a Saint Croix, sent vençuts novament per la campanya del Sergent Major Domingo Rodríguez, amb una tropa de 50 homes). Enríquez de Sotomayor va ser destituït a principis de 1635, sent reemplaçat en el càrrec de governador de Puerto Rico per Iñigo de la Mota Sarmiento.
El 16 de febrer de 1635 va ser nomenat governador de la província de Terra Ferma i president de la Reial Audiència de Panamà, ocupant el càrrec el 30 de juny del mateix any, on va exercir fins a la seva defunció.
Va morir el 3 de novembre de 1638 a la ciutat de Panamà. Quatre anys després, a Madrid, es va publicar en la impremta de Pedro Taso un llibret on es va recopilar informació biogràfica i els poemes en llatí que els habitants panamenys li havien dedicat.